# El Cuchillo
El Cuchillo is een plaats in de gemeente Tinajo op het Spaanse eiland Lanzarote. Het dorp telt 452 inwoners (2007). Het ligt 1 km ten noordoosten van het dorp Tinajo.